# Ronchin
Ronchin ist eine französische Stadt mit 19.436 Einwohnern (Stand 1. Januar 2022) im Département Nord in der Region Hauts-de-France. Die Einwohner nennen sich Bruants oder Ronchinois.

## Lage
Die Stadt Ronchin liegt 14 Kilometer westlich der Grenze zu Belgien und hat den Charakter einer Vorstadt von Lille. Ronchin wird umgeben von Hellemmes-Lille im Norden, Lezennes im Nordosten, Lesquin im Südosten und Süden, Faches-Thumesnil im Südwesten sowie Lille im Nordwesten.

## Verkehrsanbindung
In der Stadt liegt das Autobahndreieck der Autoroute A1 mit der Autoroute A25 und der Autoroute A27. Der Bahnhof von Ronchin wird von Zügen auf der Bahnstrecke Paris–Lille bedient. 

## Geschichte
Seit dem 9. Jahrhundert ist eine Ortschaft unter dem Namen Rumcinium überliefert. Es war zunächst ein Lehen der Abtei von Marchiennes. 1663 wurde der Ort von der Pest heimgesucht.

## Bevölkerungsentwicklung
| Jahr                       | 1962   | 1968   | 1975   | 1982   | 1990   | 1999    | 2011   | 2021   |
| Einwohner                  | 11.455 | 14.030 | 15.319 | 17.367 | 17.937 | 17.9989 | 17.971 | 19.437 |
| Quellen: Cassini und INSEE |        |        |        |        |        |         |        |        |

## Sehenswürdigkeiten
- Kirche Sainte-Rictrude aus dem 12. Jahrhundert (seit 1920 Monument historique[1])
- Kirche Notre-Dame-de-Lourdes
- Kirche Wiederauferstehung Christi (errichtet 1957)
- Stadtquartier Villas Lebrun aus dem Jahre 1906
- Brasserie Jeanne d’Arc aus dem 19. Jahrhundert

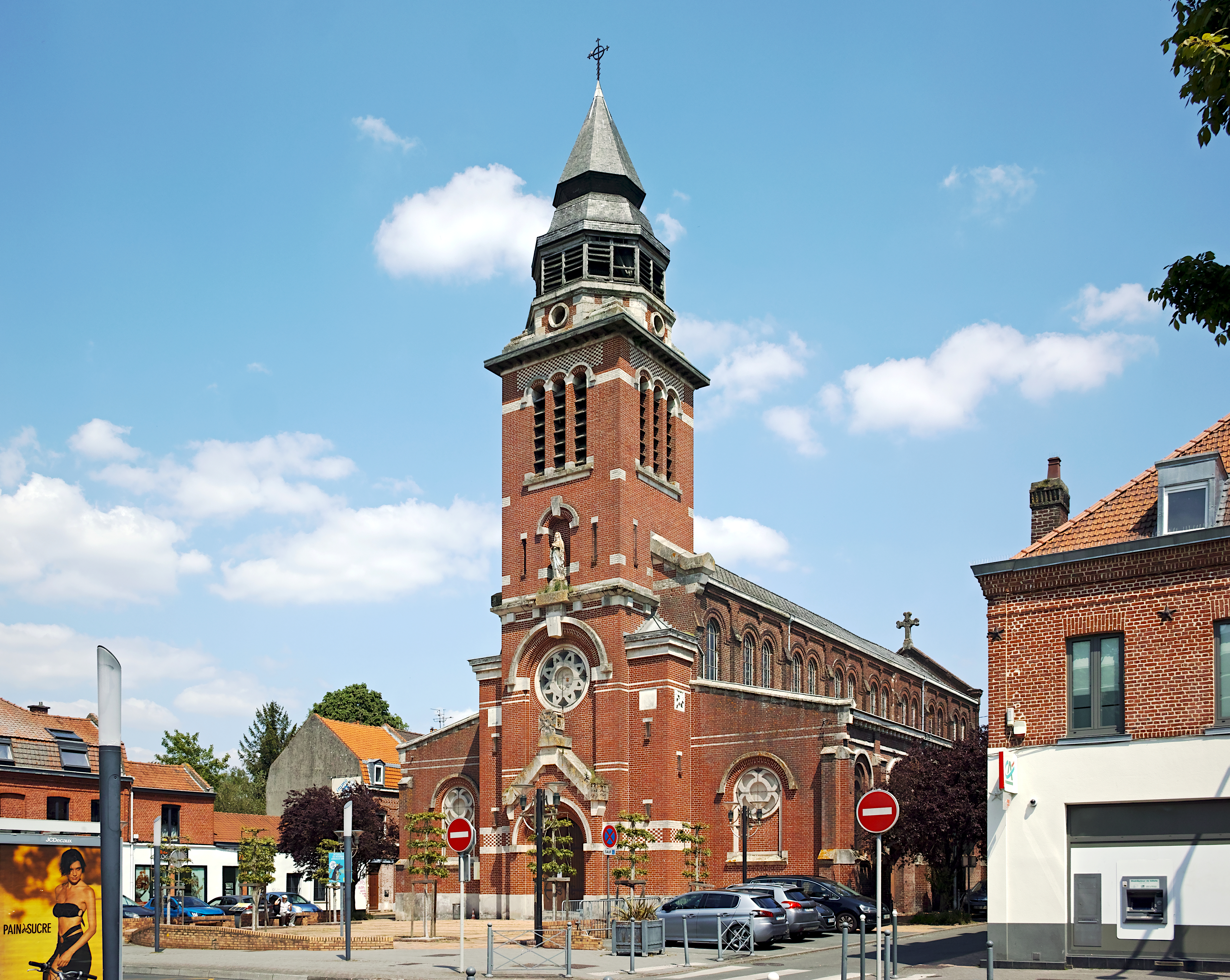
Kirche Notre-Dame-de-Lourdes
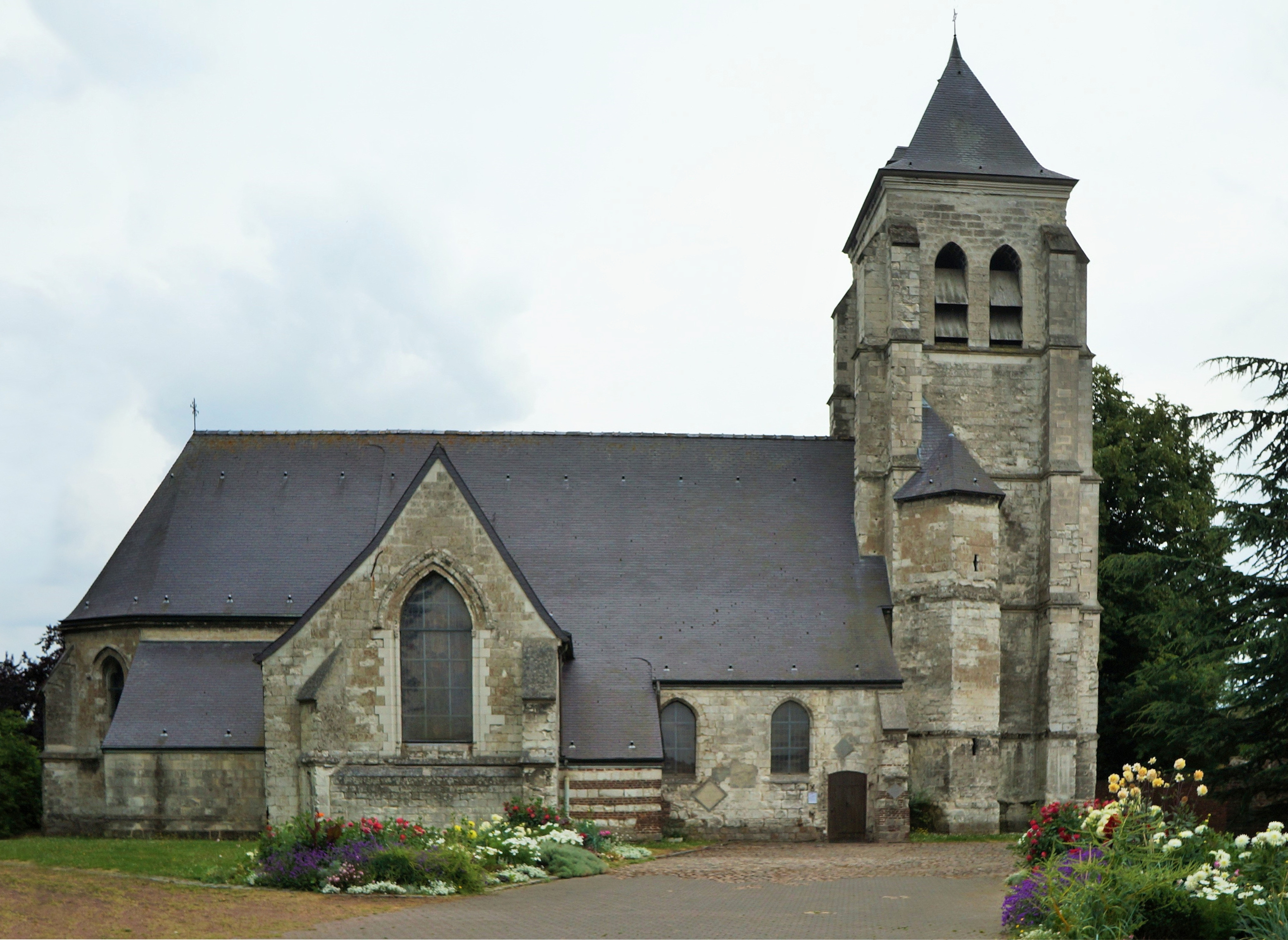
Kirche Sainte-Rictrude
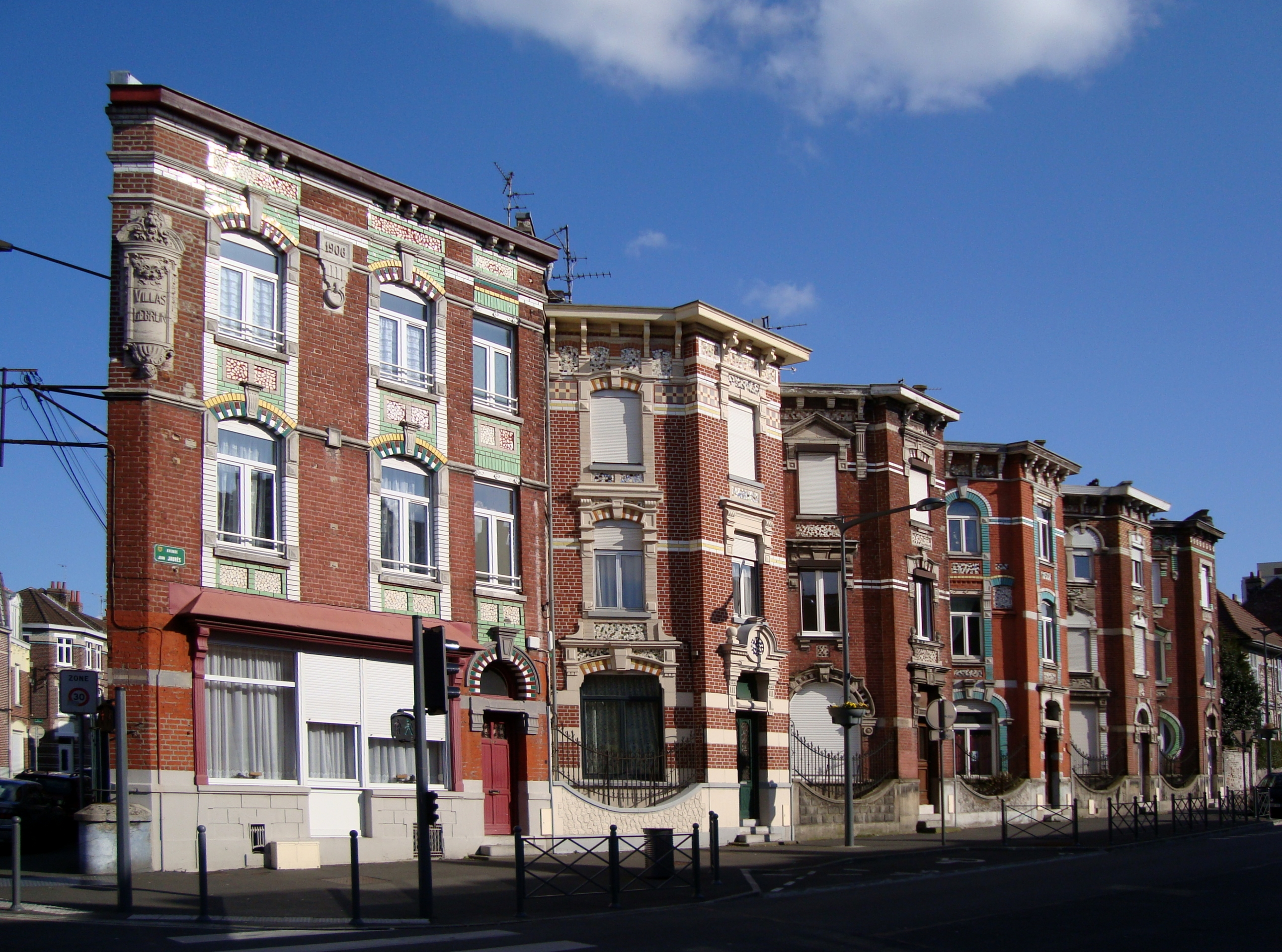
Stadtquartier Villas Lebrun
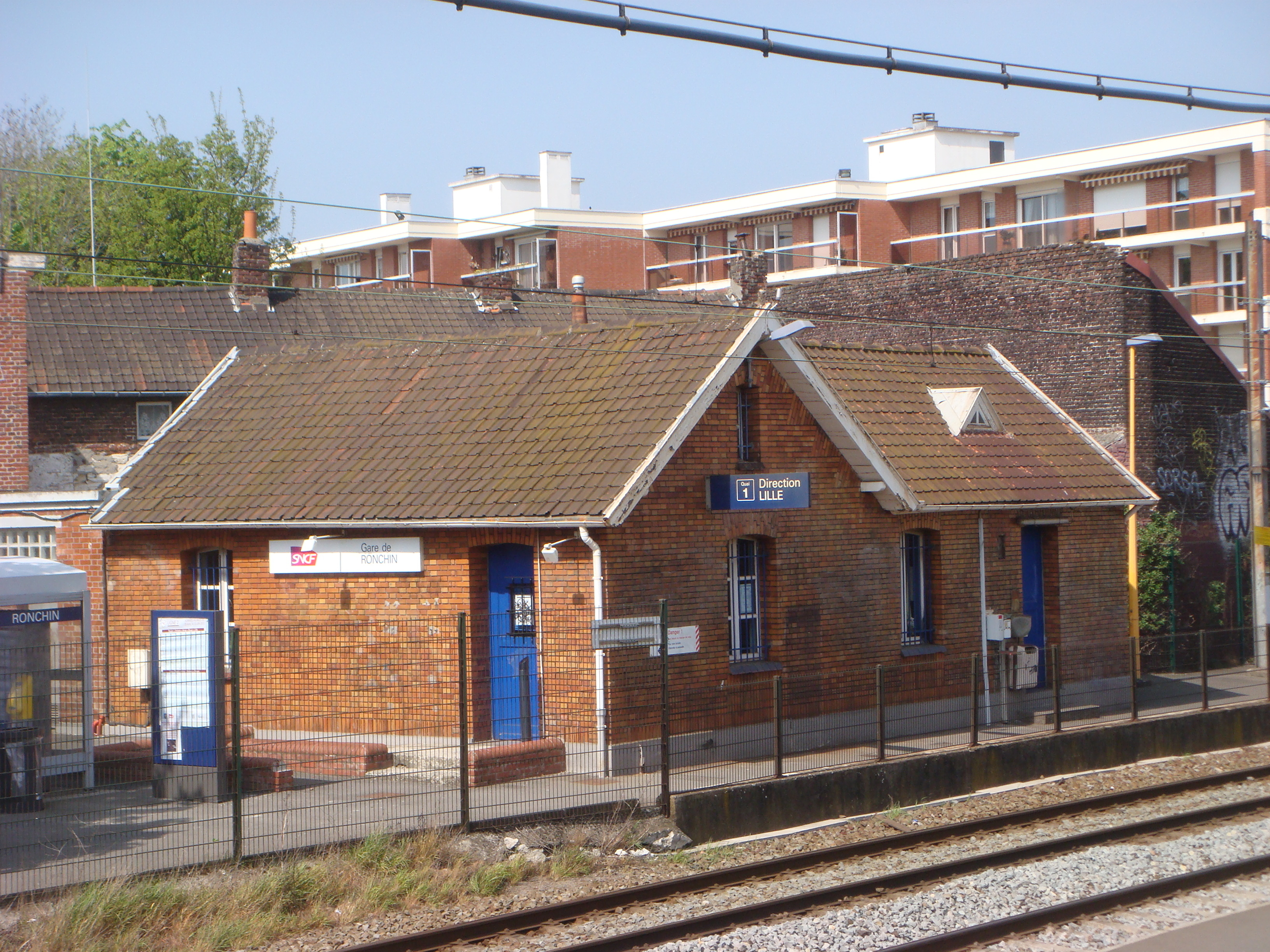
Bahnhof
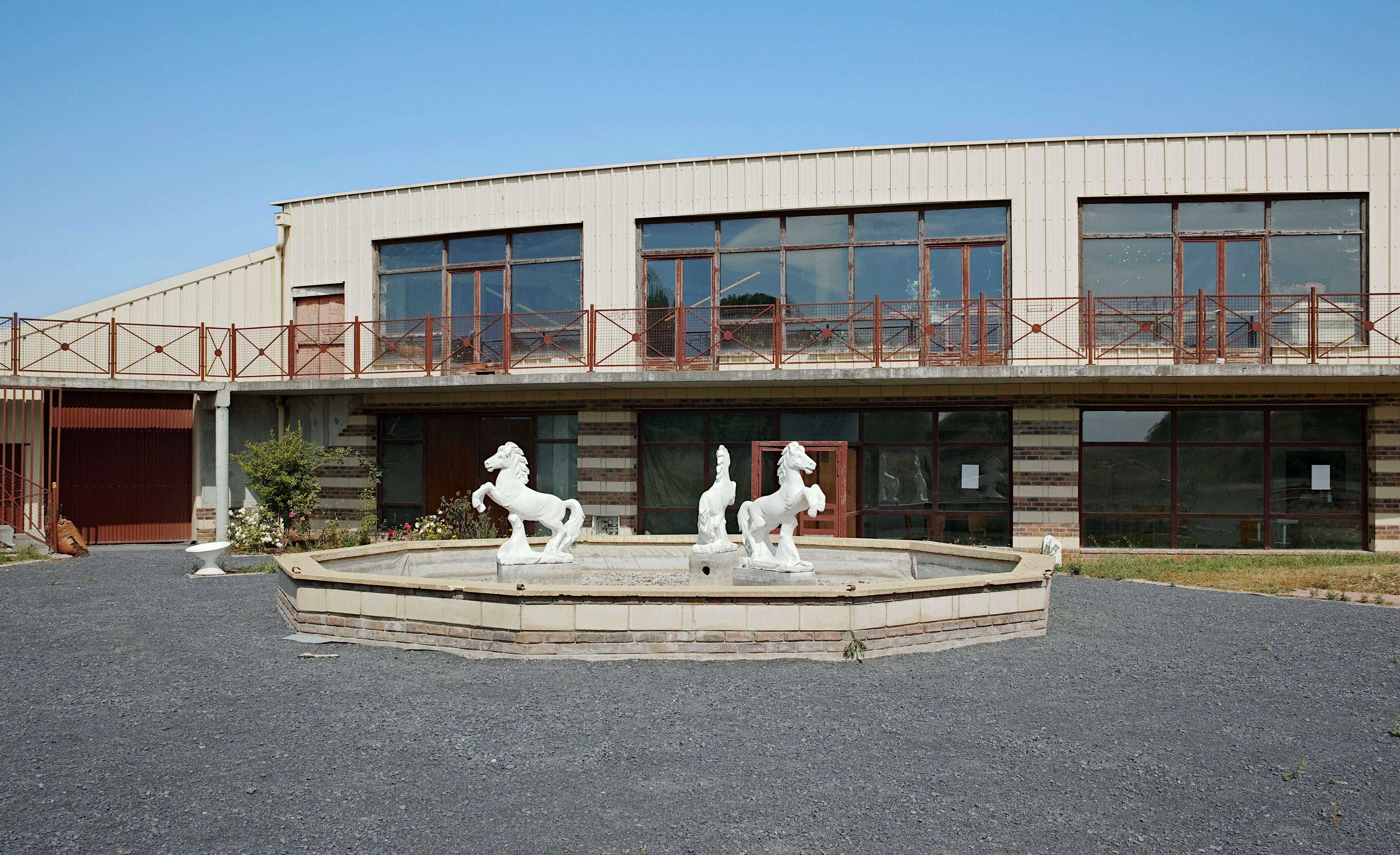
Reithalle

## Städtepartnerschaften
Die Stadt unterhält Städtepartnerschaften mit:
- Halle (Westf.), Nordrhein-Westfalen, Deutschland, seit 1984
- Târnăveni, Rumänien
- Kirkby-in-Ashfield, Nottinghamshire, Großbritannien

## Persönlichkeiten
- Gaulthier de Lille (* im 12. Jahrhundert), Dichter
- Bruno Coquatrix (1910–1979), Komponist, Dirigent und Politiker
- Marie-Christine Blandin (* 1952), Politikerin (Grüne)